# Emil Ochyra
Emil Antoni Ochyra  (* 12. července 1936 Rozbórz – 26. května 1980 Varšava, Polsko) byl polský sportovní šermíř, který se specializoval na šerm šavlí. Polsko reprezentoval v padesátých a šedesátých letech. Na olympijských hrách startoval v roce 1960, 1964 a 1968 v soutěži jednotlivců a družstev. V soutěži jednotlivců skončil na olympijských hrách nejlépe v roce 1964 na pátém místě. V roce 1961 obsadil druhé místo na mistrovství světa v soutěži jednotlivců. S polským družstvem šavlistů vybojoval stříbrnou (1960) a bronzovou (1964) olympijskou medaili a k olympijským medailím přidal s družstvem čtyři tituly mistra světa z let 1959, 1961, 1962 a 1963.